# Vlado Mihaljević
Vlado Mihaljević-Kantor (Mala Subotica, 1. travnja, 1954. -) hrvatski učitelj, pisac, kantor i pjevač iz Međimurja.
Diplomirao je na zagrebačkom Filozofskom fakultetu, gdje je studirao filozofiju, jugoslavenske jezike i književnosti. Još za studenstskih dana radio je kao pjevač u Hrvatskom narodnom kazalištu. Danas radi u Graditeljskoj školi Čakovec, istodobno je kantor u Nedelišću i vođa crkvenog zbora. Mihaljević se trudi sačuvati kajkavsko narječje hrvatskog jezka. U crkvi pjevaju kajkavske popjevke. Izdao je glazbenu antologiju i CD-e međimursko-kajkavskih pjesama. U produkciji Hrvatske televizije po Mihaljeviću su scenarili i na temelju njegove glazbe dokumentarni film Cmreki v snegu spiju.

## Djela
- Musica sacra insulae inter Muram et Dravam Croatica kajkaviana
- Općina i župa Mala Subotica, 1997.
- Kulturno-umjetničko društvo Mačkovec, 1997.
- Vižar sam zemlje dušu kaj ima, 2010.
- Kipci, svete sličice, 2012.